# Rhinocrypta lanceolata
Rhinocrypta lanceolata е вид птица от семейство Rhinocryptidae, единствен представител на род Rhinocrypta.

## Разпространение
Видът е разпространен в Аржентина, Боливия и Парагвай.